# Tussauds Group
Die Tussauds Group war ein Unterhaltungsunternehmen, das heute Teil von Merlin Entertainments ist. Es hatte seinen Sitz in Poole, Dorset, Vereinigtes Königreich, von wo aus es ein Portfolio von Marken und über 50 Attraktionen verwaltete, darunter die Madame Tussauds Wachsfigurenkabinette, Legoland-Themenparks, Legoland Discovery Centres, Sea Life Centres, der PortAventura Park in Spanien, Gardaland in Italien, das Heide Park Resort in Deutschland, The Dungeons, das London Eye, die Blackpool Tower Attraktionen, das Orlando Eye, Warwick Castle, Alton Towers, Thorpe Park und Chessington World of Adventures.
Merlin Entertainments kaufte das Unternehmen im Jahr 2007 und wurde damit nach Disney zur zweitgrößten Freizeitgruppe der Welt.

## Geschichte
Die Geschichte der Tussauds Group reicht bis ins späte 18. Jahrhundert zurück und ist eng mit der Entwicklung der berühmten Madame Tussauds Wachsfigurenkabinette verbunden. Der Ursprung liegt bei dem deutschen Arzt Philippe Curtius, der zunächst anatomische Modelle aus Wachs herstellte und später begann, Porträts bedeutender Persönlichkeiten seiner Zeit zu schaffen. Diese stellte er erstmals in Bern, Schweiz, aus, wo sie die Aufmerksamkeit der französischen Königsfamilie auf sich zogen. 1765 wurde Curtius eingeladen, seine Wachsarbeiten nach Paris zu bringen. Dort nahm er Marie Grosholtz, die Tochter seiner Haushälterin, als Schülerin auf. Marie, geboren 1761 in Straßburg, entwickelte sich unter Curtius’ Anleitung zu einer anerkannten Wachskünstlerin und schuf 1778 ihre ersten Porträts von Jean-Jacques Rousseau und Voltaire. Dies führte zu ihrer Anstellung als Lehrerin am königlichen Hof in Versailles.
Während der Französischen Revolution 1789 wurde Marie zurück nach Paris gerufen, wo sie Totenmasken ihrer ehemaligen Arbeitgeber anfertigte. Nach Curtius’ Tod 1794 erbte sie sein Vermögen, einschließlich seiner Werkstatt und Ausstellungen. 1795 heiratete sie François Tussaud, doch die politische Instabilität nach der Revolution minderte das Interesse an ihren Ausstellungen. 1802 entschied sie sich, mit ihrem ältesten Sohn Joseph nach England zu reisen, ließ jedoch ihren Ehemann und den jüngeren Sohn zurück. In England organisierte sie eine Wanderausstellung ihrer Wachswerke und tourte 33 Jahre lang durch die Britischen Inseln, da der Krieg zwischen Frankreich und England eine Rückkehr unmöglich machte. 1826 schloss sich ihr jüngerer Sohn Francis ihr an, während sie ihren Ehemann nie wiedersah.
1835 eröffnete die Familie ihre erste permanente Ausstellung in der Baker Street in London, die schnell zu einer der beliebtesten Attraktionen Großbritanniens wurde. Hier wurde auch die berüchtigte „Separate Room“ eingeführt, später bekannt als „Chamber of Horrors“, die Verbrecher und Folterinstrumente zeigte. Nach dem Tod von Marie Tussaud im Jahr 1859 blieb das Unternehmen in Familienhand. Ihre Enkel verlegten es 1884 in größere Räumlichkeiten in der Marylebone Road, wo es trotz eines Brandes 1925 und der Zerstörung durch Bomben im Zweiten Weltkrieg 1940 fortbestand. Die Restaurierung nach dem Brand wurde 1928 abgeschlossen, ergänzt um ein Restaurant und ein Kino.
In den 1970er Jahren begann die Tussauds Group, sich über die Wachsfiguren hinaus zu diversifizieren. 1970 wurde eine zweite Madame Tussauds in Amsterdam eröffnet, gefolgt von weiteren Übernahmen wie den Wookey Hole Caves (1973) und Warwick Castle (1978). 1978 wurde Tussauds von S. Pearson & Son übernommen, die das Unternehmen als Attraktionssparte nutzten und mit Chessington World of Adventures (1987) und Alton Towers (1990) erweiterten. In den 1990er Jahren wuchs die Gruppe weiter mit Thorpe Park (1998) und internationalen Standorten wie Las Vegas (1999) und New York (2000). 1998 ging Tussauds an die Investmentgruppe Charterhouse Development Capital (CDC) über, die das Wachstum fortsetzte, unter anderem mit der Übernahme vom Heide Park in Deutschland (2002) und dem Betrieb des London Eye (2000).
2007 wurde die Tussauds Group von Merlin Entertainments übernommen, womit sie zur zweitgrößten Freizeitgruppe der Welt nach Disney aufstieg. Zu diesem Zeitpunkt umfasste ihr Portfolio über 50 Attraktionen, darunter Legoland, Sea Life Centres und weitere Themenparks wie Gardaland und PortAventura.